# Uliocnemis subornataria
Uliocnemis subornataria là một loài bướm đêm trong họ Geometridae.